# 陳一夔
陳一夔（1531年—？），字樂卿，江西撫州府金谿縣人，軍籍，明朝政治人物。

## 生平
嘉靖三十四年（1555年）乙卯科江西鄉試第四十九名舉人，隆慶二年（1568年）中式戊辰科會試第三百五十六名，三甲第二百三十九名進士。萬曆元年（1573年）官浙江樂清縣知縣，升处州府同知，萬曆十七年（1589年）任浙江溫州府知府。

## 家族
曾祖陳廷傑；祖父陳嘉言，教授；父陳鏜，長史。母江氏；繼母黃氏。重慶下。弟陳一龍（監生）、陳一益、陳一科、陳一策、陳一尹。